# Cheval du Morvan
Vous lisez un « article de qualité » labellisé en 2012.
Le Morvandiau, cheval du Morvan ou bidet du Morvan, est une race de petits chevaux français originaire du pays du Morvan. Elle y était principalement élevée et répandue, ainsi que dans les provinces voisines, avant la Révolution française. Utilisé aussi bien sous la selle, pour la chasse à courre et la cavalerie, qu'aux menus travaux de traction, il est réputé pour son extraordinaire résistance et sa ténacité, probablement dues à son mode de vie rude en semi-liberté dans les forêts. De taille petite à moyenne, il est peu élégant, mais sa dureté à la tâche le rend recherché.
Il disparait peu à peu avec l'industrialisation et l'amélioration des transports au XIXe siècle, et par la faute de réquisitions successives. Il est remplacé tant par les chevaux de trait Nivernais et Comtois pour les travaux de traction, que par le Pur-sang pour la selle.

## Dénomination
Le cheval du Morvan, bidet ou « morvandiau », porte le nom de sa région d'origine. 

## Histoire

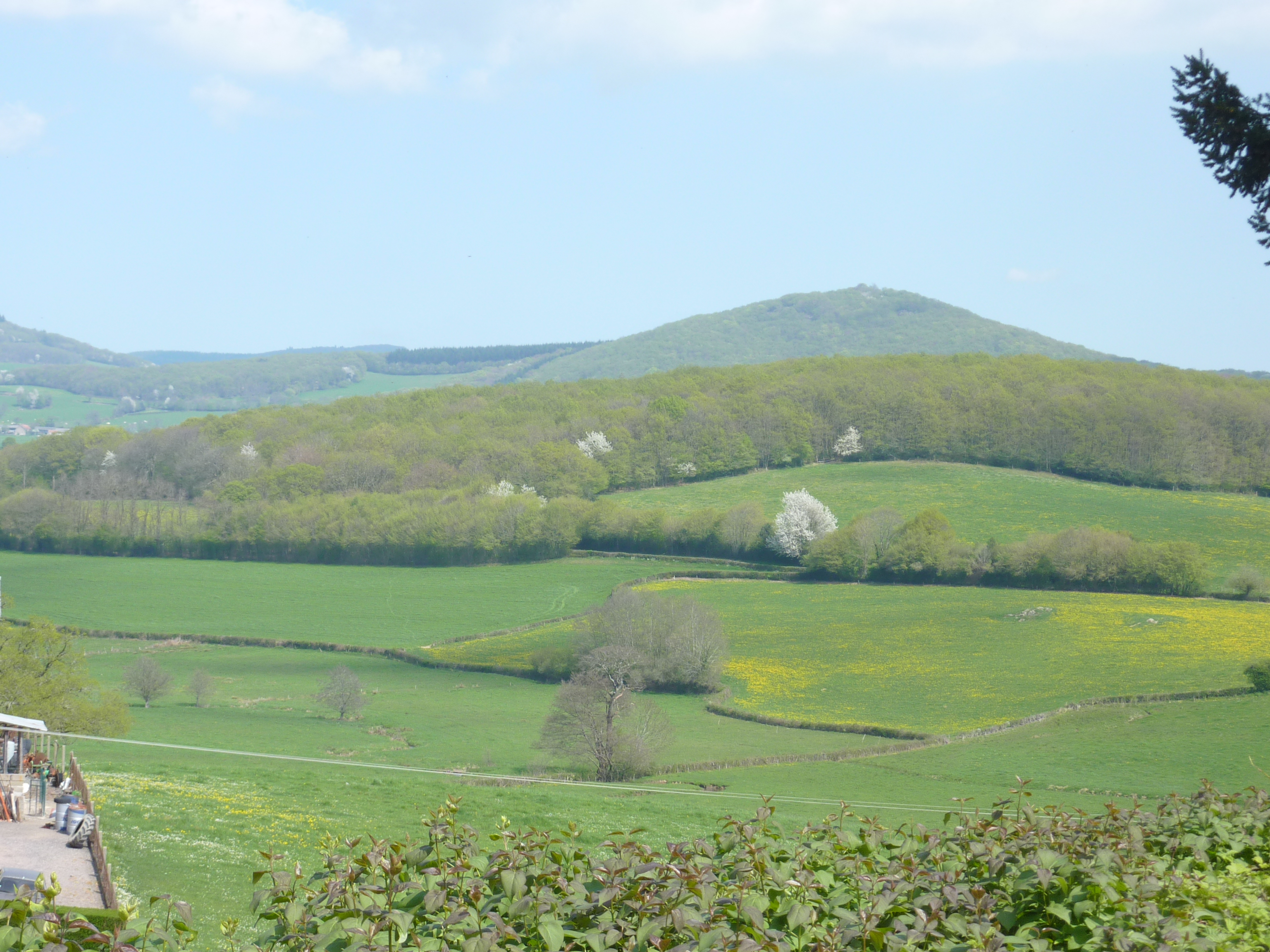
Le Morvan vu depuis Château-Chinon, berceau historique de la race. Jusqu'au début du XIX, les chevaux vivaient librement en forêt et au bord des chemins.

Il n'existe qu'une étude universitaire quant à ces chevaux, celle du Nivernais par Bernadette Lizet, qui leur consacre un chapitre. Les sources au sujet des chevaux du Morvan datent pour la plupart du milieu du XIXe siècle. Il est possible qu'elles soient orientées, car ce cheval semble idéalisé du fait de sa disparition.

« La bonté des chevaux du Morvan est due à des étalons et cavales venus de l'Espagne et de l'Italie, que les Éduens révoltés enlevèrent aux Romains lorsqu'ils les chassèrent de leur pays »

— Encyclopédie catholique,
Le Morvan forme indéniablement sa principale région de naissance,. Également élevé par les cultivateurs du Nivernais et du Charolais, il traverse de nombreuses époques durant lesquelles il aurait été croisé et « amélioré » avec des étalons danois. Son berceau d'élevage historique se situe dans les environs de Château-Chinon où, d'après Alexandre-Bernard Vallon, il vivait en troupeaux semi-sauvages. Contrairement à d'autres régions d'élevage françaises, le Morvan n'est pas marqué par la présence d'un étalon fondateur ou raceur ; au contraire, les éleveurs locaux rejettent les croisements avec les étalons royaux confiés aux garde-étalons des Haras.
Le Morvandiau connait une grande popularité et est très prisé, mais victime de l'industrialisation et des réquisitions en temps de guerre, qui favorisent les animaux de trait et de travail, il fait partie des « races locales condamnées à disparaître » au XIXe siècle,,,. Dès les années révolutionnaires, « les montagnes granitiques cessent d'être le paradis de ces petits chevaux ».

### Jusqu'auXIXesiècle
Ce cheval est bien connu durant tout le XVIIIe siècle, d'après le comte Achille de Montendre (1840), avant la Révolution française, la province produit une très grande quantité de chevaux de selle, car les chemins du Morvan et des provinces limitrophes ne sont praticables qu'à cheval. Les établissements industriels, qui se sont établis et multipliés dans le Nivernais en employant massivement le cheval de trait, n'existent pas encore. Sur les foires de Châtillon-en-Bazois, Billy, Montigny-sur-Canne, Saint-Révérien, Decize et Nevers se vendent les poulains du Morvan et de tous les pays qui en font naître, souvent en très grand nombre car il n'est pas rare de voir trois à quatre cents chevaux et poulains de différentes races sur ces foires. Une chronique de 1772 parle de Clameci comme d'une ville réputée pour l'élevage de ces animaux. La noblesse entretient des haras dans les forêts du Morvan, sous Louis XV, le duc de Choiseul aurait installé un élevage de chevaux du Morvan à Chassy.
Un conflit historique, issu de la féodalité, existe entre les éleveurs paysans et l'administration des haras royaux, qui désire orienter la production des chevaux de selle vers les services de l'armée : les animaux doivent avoir de la taille, « de la distinction » et une tête fine, ce qui demande des soins coûteux. Ainsi, durant la décennie de 1766 à 1776, les villageois laissent éclater leur colère après avoir été ruinés en suivant les recommandations de l'armée. Les haras se désintéressent ensuite de ces chevaux et confisquent les poulains qu'ils trouvent défectueux, au mépris de l'économie locale.
Une grande quantité de chevaux de guerre sont fournis par le Morvan durant la Révolution française et les guerres napoléoniennes, provoquant une « crise » dans l'élevage local et décimant littéralement la race, avec quatre réquisitions forcées espacées de quelques années. En 1791, le ministre de la guerre ordonne même la saisie des juments pleines, au grand désespoir des cultivateurs qui vendent massivement leurs animaux. Dans le même temps, les révolutionnaires soutiennent qu'un tel don est une preuve de patriotisme, et les éleveurs qui ne s'y plient pas entrent en désobéissance civile.
La réputation de ces animaux au service de l'armée est très bonne, selon Pierquin de Gembloux, le seul régiment de cavalerie légère qui aurait conservé ses chevaux pendant la campagne de Russie était remonté dans le Morvan,.

### Raréfaction et disparition

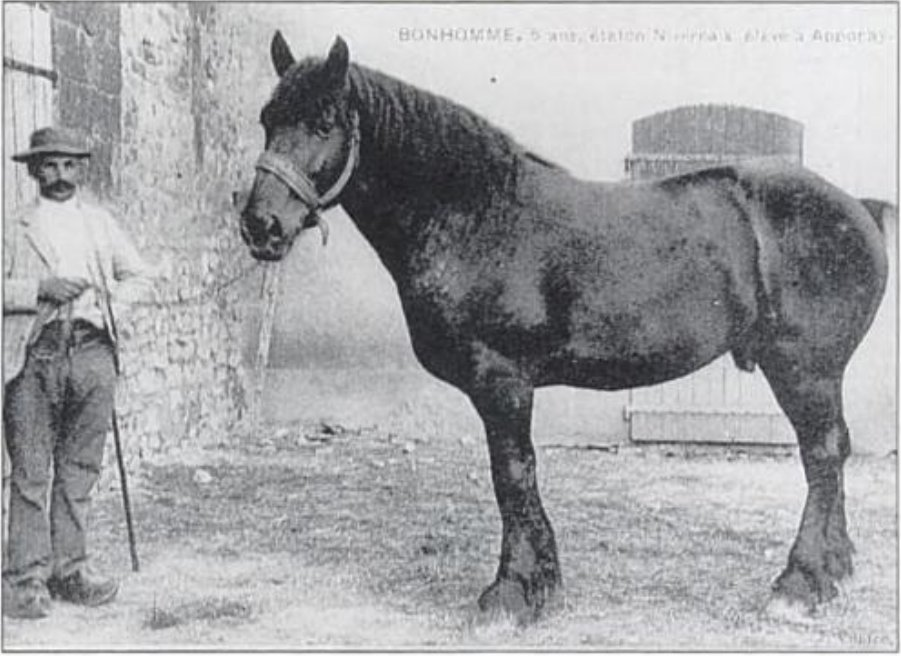
Le trait nivernais est issu du croisement d'étalons percherons avec les rustiques juments du Morvan.

L'introduction du cheval de trait, consécutive à l'amélioration des routes de la région durant la première moitié du XIXe siècle, jette « le désordre et la confusion » dans les races morvandelle et charolaise, très voisines l'une de l'autre. Plusieurs hippologues constatent alors la disparition des bidets du Morvan. René Musset soutient la thèse du remplacement du cheval de selle par le cheval de trait, mais selon Bernadette Lizet d'autres facteurs entrent en compte, l'élevage du cheval du Morvan est simplement abandonné car devenu inintéressant. « Les très-nombreuses remontes faites dans la localité pendant les guerres de la république, du consulat et de l'empire, la rénovation qui s'est opérée depuis cette époque dans l'agriculture, le percement de nouvelles routes, l'ouverture du canal du Nivernais, l'exploitation des futaies, la clôture des prairies, enfin et surtout l'utilisation des pâturages à l'élève et à l'engraissement du gros bétail », comme le cite Eugène Gayot, sont autant de causes de disparition de ces chevaux,. Marcel Mavré évoque les différentes guerres du XIXe siècle comme cause principale de disparition de la race, et Bernadette Lizet d'autres facteurs de modernisme, comme l'arrivée du chemin de fer, qui rendent le cheval de selle obsolète.
Le comte Achille de Montendre parle de « l'extrême division des propriétés [...] qui change les habitudes, les mœurs, les intérêts », et notamment la disparition des équipages de chasse, qui employaient beaucoup ces chevaux selon lui. En 1840, il « se trouve bien quelques localités où on rencontre encore l'ancienne race du Morvan », mais les individus qui en conservent les caractères principaux deviennent de plus en plus rares. Il cite un équipage de chasse appartenant à une société d'amateurs, monté en grande partie de chevaux de la région, et quelques chasseurs à courre qui s'en servent. De rares étalons de selle se trouvent au haras de Cluny. En 1855, les « bons débris » de cette ancienne race sont disséminés dans l'arrondissement de Château-Chinon.
L'élevage du cheval de selle, surtout destiné à la cavalerie légère, est peu lucratif, et le placement d'un cheval militaire difficile. Au milieu du XIXe siècle, les poulains de trait de race franc-comtoise se vendent, par contre, entre 350 et 400 francs à l'âge de quinze à dix-huit mois. Les éleveurs abandonnent le cheval léger au profit du trait, dont la vente est plus facile et surtout plus lucrative. Le cheval Comtois gagne en réputation pour les travaux des champs et les charrois. La production et l'élève du bidet du Morvan se ralentit, diminue annuellement, et finit par disparaître. Un numéro du journal des haras, en 1849, relate ce fait. Il subit aussi la concurrence du Pur-sang.
En 1857, il reste très peu d'animaux et les marchands de bestiaux ne les utilisent plus, ou presque plus. Les rares cultivateurs du Morvan, du Forez, du Bourbonnais et du Velay qui continuent à élever des chevaux possèdent des juments « plus corsées » que celles de l'ancienne race. L'élevage du cheval de trait nivernais, plus rémunérateur pour les éleveurs, remplace aussi celui du bidet. En 1861, selon Eugène Gayot, il ne reste plus de chevaux du Morvan.
La race est mentionnée comme éteinte (statut « X ») sur l'évaluation de la FAO, sous le nom de « Morvandeaux ».

## Description

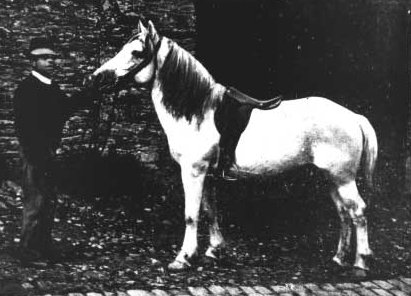
Un bidet de selle breton, proche morphologiquement de celui du Morvan.

D'après Bernadette Lizet, la plupart des descriptions de la race du Morvan étant rédigées à l'époque où elle a disparu ou quasiment, celle-ci est certainement magnifiée :

« Quelle race est plus vigoureuse et moins exigeante de soins et de nourriture que la race du Morvan ? »

— Moniteur de la propriété et de l'agriculture
Ils sont vraisemblablement de robe rouan ou « gris fer ». De type selle, les chevaux du Morvan sont surtout réputés pour leur rusticité et sobriété, leur courage, leur fond inépuisable et leur énergie qui les rend capables de supporter les plus rudes travaux, les courses les plus longues et les plus pénibles sans fatigue,,,,. Ils étaient réputés « les plus solides et les plus vigoureux pour se tirer des bourbiers qui rendaient les communications d'une difficulté insurmontable pour tous les autres chevaux ». Leur trot est rapide et soutenu, Paul Diffloth, qui affirme leurs qualités et leur grande réputation, dit qu'ils sont capables de trotter à 12 km/h sur les mauvais chemins. Ils ont le pied sûr.
Ces animaux sont plutôt tardifs, et peu propre à l'emploi avant l'âge de sept ans, mais en contrepartie d'une longue durée. Les sources ne s'accordent pas sur leur caractère, les unes parlant de docilité, les autres d'un animal « méchant ».

### Morphologie
Il est trapu et ramassé comme le bidet breton, mais un peu plus distingué. Vraisemblablement, en comparaison avec les races de chevaux modernes, il devait avoir un physique de poney. Eugène Gayot le dit plus recommandable par ses qualités solides que par ses formes. Il parle d'un animal de taille moyenne, mais bien pris et étoffé, André Sanson évoquant les « petits chevaux des montagnes du Morvan, aux jarrets d'acier, à l'aspect sauvage comme l'est celui des sites qu'ils habitent et dont la race est entretenue par les charbonniers ».
La Revue germanique évoque « un aspect commun, mais ne manquant pas d'originalité ». D'autres sources parlent d'un petit animal léger et robuste, de formes peu agréables,. Ils sont « près de terre », la description détaillée fait état d'une tête commune, forte et carrée au front et au chanfrein plat, de salières marquées, d'une petite bouche garnie de poils, d'oreilles courtes, de flancs creux et d'une croupe de mulet aux fesses aplaties,,. Lorry, vétérinaire révolutionnaire de la cavalerie militaire à la fin du XVIIIe siècle, en parle comme de chevaux forts et lestes, à l’œil bon et l'excellente denture, au pied solide et à la poitrine large, ajoutant qu'ils sont le type même du cheval militaire.

### Sélection
Leur mode de vie est adapté à leur pays rude, car ces chevaux passent au second plan et se nourrissent des refus des bovins, dont l'élevage est plus lucratif. Élevés à l'état quasi sauvage jusqu'à l'âge de quatre ou cinq ans, ils passent l'année entière dans les herbages malgré la rigueur extrême des hivers dans les montagnes de l'Est. Leur éducation est connue par les sources des haras nationaux, parlant de « négligence » et d'« absence de soins hygiéniques », excepté chez « quelques propriétaires éclairés et riches ». Ils sont très faciles à nourrir, et pâturent librement, lorsqu'ils ne sont pas utilisés, sur les chaumes après la moisson, sur les pacages communaux ou même dans les forêts du Morvan. Les juments poulinières mangent, dorment et se reproduisent en liberté au bord des chemins ou dans les bois, et les poulains risquent d'être la proie des loups. Cette existence fruste explique la mauvaise conformation des animaux, ils sont à l'opposé des chevaux racés recherchés par les haras nationaux. Par contre, les militaires se soucient peu de leur forme et apprécient leurs qualités.
Ils semblent avoir été préservés des croisements avec le Pur-sang et l'Arabe, très en vogue au XIXe siècle, puisqu'André Sanson dit que « fort heureusement, personne n'a songé à les améliorer. Inconnus en dehors de leurs montagnes, serviteurs précieux et justement estimés de leurs maîtres, ils ont échappé à la dégradation dont l'objet eût été de les ennoblir ». En 1848, quatre agriculteurs écrivent une lettre en disant que le cheval du Morvan est bien supérieur, de par sa rusticité, au cheval limousin croisé avec le Pur Sang. Toutefois, une autre source évoque la disparition de la race par croisement avec les chevaux anglais et arabes de Corbigny.

## Utilisations
Plusieurs sources parlent d'une utilisation en chasse à courre avant la Révolution française. « Les chevaux du Morvan étaient alors tellement renommés pour leur vigueur et leur fond, que non seulement ils faisaient partie des équipages de chasse de la province, mais les piqueurs des princes et des grands seigneurs les préféraient à la plupart des chevaux de prix qu'on leur donnait pour suivre les chasses royales et autres ». Les piqueurs utilisent ces chevaux pour leur train, leur endurance, et leur facilité à passer partout,,. Ils auraient été capables de suivre une chasse de seize heures, et d'être remontés le lendemain en montrant la même vigueur après un simple repos au pré.
Comme tout cheval de selle rustique, le morvandiau fournissait aussi la remonte de la cavalerie, il était particulièrement recherché et estimé pour la cavalerie légère,,,, mais également pour la cavalerie de ligne dont il fournissait de nombreux contingents, et quelquefois comme cheval d'artillerie.
Il était utilisé pour le commerce, au service des diligences d'après Jean-Henri Magne, et parfois des Postes et des métayers. Paul Diffloth parle d'un emploi à la traction des charrues dans les plaines.

## Culture
Un cheval du Morvan apparaît dans Prève de Forez, récit de chevalerie issu de « vieux papiers » rassemblés par l'imprimeur Aimé Vingtrinier :

« — C'est que mon cheval est calme et docile ; un enfant le guiderait sans peine.

— D'où vient-il ?

— C'est un présent de l’évêque d'Autun, et l'évêque est connaisseur.

— Ajoutez que c'est un cheval du Morvan, et que les chevaux du Morvan sont les premiers chevaux du monde. »

— Aimé Vingtrinier, Prève de Forez,